# 年金保険料流用禁止法案
年金保険料流用禁止法案(ねんきんほけんりょうりゅうようきんしほうあん)は、日本の第168回国会において野党である民主党が提出した参議院先議の法案（の略称）である。

## 概要
正式な議案件名は「国民年金事業等の運営の改善のための国民年金法等の一部を改正する法律の一部を改正する法律案」であるが、同じ第168回国会において内容は異なるものの全く同名の法案が政権与党である自由民主党・公明党から衆議院に提出されているため、区別する場合はこの法案に「第168回国会参法第1号」の提出番号が付される。同名の与党側法案（第168回国会衆法第6号）には保険料の他用途への使用のうち一部（施設・敷地の取得・建設）を抑制する旨の規定はあるものの完全禁止の内容ではないため、頭書の略称は民主党案にのみ用いられる（民主党議員は同名の与党側法案を「ハコモノ禁止法案」との俗称で区別している）。
この法案では、集めた年金保険料は、年金保険料の給付以外に使用してはならない旨を含んだ内容が盛り込まれている。これは過去に被保険者から徴収された年金保険料が年金給付以外の用途（社会保険庁職員の福利厚生や採算のとれない施設建設等）に安易に使われた公的年金流用問題が注目され、世論から非難があがり年金納付率が低下したという経緯から、国民の信頼を回復するために提出されたものである。
2007年11月1日には、この法案が参議院厚生労働委員会で、翌2日に参議院本会議で、それぞれ民主党を含む野党の賛成多数により可決され、衆議院に送付された。参議院で与党が反対する野党提出法案が可決されたのは、1993年3月に野党が提出した証人喚問をテレビ中継できるようにする議院証言法改正案以来、14年ぶりである。
衆議院では委員会採決ができず、2008年1月15日に継続審議が議決された。
2009年9月に民主党政権が誕生したが、財源のめどが立たないため公的年金保険料の事務費への使用禁止を2010年度は見送る方針を10月16日に表明し、2010年度予算では約2000億円の公的年金保険料を事務費として使用する予算が成立した。